# Dichichthys
Dichichthys is een geslacht van grondhaaien uit de monotypische familie van de Dichichthyidae, en telt 5 soorten. De wetenschappelijke naam van het geslacht werd in 1966 voorgesteld door W. L. Chan.
Oorspronkelijk werden deze vijf soorten tot het geslacht Parmaturus gerekend, maar ze zijn in 2024 in een eigen familie geplaatst.
De soorten komen voor in de diepe westelijke Grote Oceaan.

## Soorten
- Dichichthys albimarginatus (Séret & Last, 2007)
- Dichichthys bigus (Séret & Last, 2007)
- Dichichthys melanobranchus Chan, 1966
- Dichichthys nigripalatum (Fahmi & Ebert, 2018)
- Dichichthys satoi White, Stewart, O'Neill & Naylor, 2024[1]

Atelomycteridae · Dichichthyidae · Gladde haaien (Triakidae) · Hamerhaaien (Sphyrnidae) · Kathaaien (Scyliorhinidae) · Pentanchidae · Requiemhaaien (Carcharhinidae) · Rugvinkathaaien (Proscylliidae) · Tijgerhaaien (Galeocerdonidae) · Valse kathaaien (Pseudotriakidae) · Voeldraadhondshaaien (Leptochariidae) · Wezelhaaien (Hemigaleidae)